# Copa América 2011 — Grupa A
Copa América 2011 - Grupa A a fost una dintre cele trei grupe de la turneul Copa América 2011. A fost compusă din Argentina, Bolivia, Columbia și Costa Rica. Câștigătoarea acestei grupe (Columbia) se va întâlni cu cea mai bine clasată echipă de pe locul trei din faza grupelor, iar locul doi se va întâlni cu locul doi din Grupa C, toate acestea în sferturile de finală. A început pe 1 iulie și s-a terminat pe 11 iulie 2011. 

## Clasament
| Echipa     | MJ | V | E | Î | GM | GP | G  | Pct |
| ---------- | -- | - | - | - | -- | -- | -- | --- |
| Columbia   | 3  | 2 | 1 | 0 | 3  | 0  | +3 | 7   |
| Argentina  | 3  | 1 | 2 | 0 | 4  | 1  | +3 | 5   |
| Costa Rica | 3  | 1 | 0 | 2 | 2  | 4  | −2 | 3   |
| Bolivia    | 3  | 0 | 1 | 2 | 1  | 5  | −4 | 1   |

Toate orele sunt la ora locală , Ora Argentinei (UTC−03:00).

## Argentina v Bolivia
| Argentina  | 1 – 1   | Bolivia   |
| ---------- | ------- | --------- |
| Agüero 75' | Cronica | Rojas 47' |

| Argentina | Bolivia |

| ARGENTINA:     |    |                       |     |     |
|                |    |                       |     |     |
| P              | 23 | Sergio Romero         |     |     |
| F              | 8  | Javier Zanetti        |     |     |
| F              | 4  | Nicolás Burdisso      |     |     |
| F              | 6  | Gabriel Milito        |     |     |
| F              | 17 | Marcos Rojo           |     |     |
| M              | 19 | Éver Banega           |     |     |
| M              | 14 | Javier Mascherano (c) |     |     |
| M              | 5  | Esteban Cambiasso     |     | 46' |
| M              | 21 | Ezequiel Lavezzi      | 55' | 71' |
| M              | 11 | Carlos Tévez          | 38' |     |
| A              | 10 | Lionel Messi          |     |     |
| Schimbări:     |    |                       |     |     |
| M              | 7  | Ángel di María        |     | 46' |
| M              | 16 | Sergio Agüero         |     | 71' |
| Antrenor:      |    |                       |     |     |
| Sergio Batista |    |                       |     |     |

| BOLIVIA:          |    |                    |     |     |
|                   |    |                    |     |     |
| P                 | 1  | Carlos Erwin Arias |     |     |
| F                 | 16 | Ronald Raldes (c)  |     |     |
| F                 | 5  | Ronald Rivero      | 88' |     |
| F                 | 4  | Lorgio Álvarez     |     |     |
| F                 | 3  | Luis Gutiérrez     | 39' |     |
| M                 | 15 | Jaime Robles       |     |     |
| M                 | 6  | Wálter Flores      | 35' |     |
| M                 | 21 | Jhasmani Campos    |     | 80' |
| M                 | 10 | Joselito Vaca      |     | 64' |
| A                 | 7  | Edivaldo Rojas     |     | 90' |
| A                 | 9  | Marcelo Martins    |     |     |
| Schimbări:        |    |                    |     |     |
| M                 | 19 | José Luis Chávez   | 76' | 64' |
| A                 | 17 | Juan Carlos Arce   |     | 80' |
| M                 | 22 | Rudy Cardozo       |     | 90' |
| Antrenor:         |    |                    |     |     |
| Gustavo Quinteros |    |                    |     |     |

| Arbitrii asistenți: Miguel Nievas (Uruguay) Luis Alvarado (Ecuador) Arbitrul de rezervă: Carlos Vera (Ecuador) |

## Columbia v Costa Rica
| Columbia     | 1 - 0   | Costa Rica |
| ------------ | ------- | ---------- |
| A. Ramos 44' | Cronica |            |

| Columbia | Costa Rica |

| COLUMBIA:          |    |                     |     |     |
|                    |    |                     |     |     |
| P                  | 12 | Neco Martínez       |     |     |
| F                  | 18 | Juan Zúñiga         | 54' |     |
| F                  | 3  | Mario Yepes (c)     |     |     |
| F                  | 14 | Luis Amaranto Perea |     |     |
| F                  | 7  | Pablo Armero        |     |     |
| M                  | 4  | Gustavo Bolívar     |     |     |
| M                  | 13 | Fredy Guarín        | 53' |     |
| M                  | 8  | Abel Aguilar        |     | 33' |
| M                  | 17 | Dayro Moreno        |     | 69' |
| A                  | 9  | Radamel Falcao      |     | 77' |
| M                  | 20 | Adrián Ramos        |     |     |
| Schimbări:         |    |                     |     |     |
| A                  | 11 | Hugo Rodallega      |     | 33' |
| M                  | 19 | Teófilo Gutiérrez   |     | 69' |
| A                  | 16 | Elkin Soto          |     | 77' |
| Antrenor:          |    |                     |     |     |
| Hernán Darío Gómez |    |                     |     |     |

| COSTA RICA:      |    |                    |     |     |
|                  |    |                    |     |     |
| P                | 18 | Leonel Moreira     |     |     |
| F                | 4  | Jose Salvatierra   |     |     |
| F                | 3  | Jhonny Acosta      |     |     |
| F                | 2  | Francisco Calvo    | 23' |     |
| F                | 19 | Óscar Duarte       |     |     |
| F                | 20 | Pedro Leal         |     |     |
| M                | 8  | David Guzmán       | 19' | 74' |
| M                | 11 | Diego Madrigal     | 15' | 71' |
| M                | 6  | Heiner Mora        |     |     |
| M                | 10 | Randall Brenes (c) | 27' |     |
| A                | 12 | Joel Campbell      |     | 46' |
| Schimbări:       |    |                    |     |     |
| A                | 21 | César Elizondo     |     | 46' |
| A                | 17 | Josué Martínez     |     | 71' |
| M                | 22 | José Miguel Cubero |     | 74' |
| Antrenor:        |    |                    |     |     |
| Ricardo La Volpe |    |                    |     |     |

| Arbitrii asistenți: Francisco Mondria (Chile) Nicolás Yegros (Paraguay) Arbitrul de rezervă: Antonio Arias (Paraguay) |

## Argentina v Columbia
| Argentina | 0-0     | Columbia |
| --------- | ------- | -------- |
|           | Cronica |          |

| Argentina | Columbia |

| ARGENTINA:     |    |                       |     |     |
|                |    |                       |     |     |
| P              | 23 | Sergio Romero         |     |     |
| F              | 3  | Pablo Zabaleta        |     |     |
| F              | 4  | Nicolás Burdisso      |     |     |
| F              | 6  | Gabriel Milito        |     |     |
| F              | 8  | Javier Zanetti        |     |     |
| M              | 19 | Éver Banega           |     | 71' |
| M              | 14 | Javier Mascherano (c) |     |     |
| M              | 5  | Esteban Cambiasso     |     | 64' |
| M              | 21 | Ezequiel Lavezzi      |     | 64' |
| M              | 11 | Carlos Tévez          |     |     |
| A              | 10 | Lionel Messi          |     |     |
| Schimbări:     |    |                       |     |     |
| A              | 16 | Sergio Agüero         |     | 64' |
| M              | 20 | Fernando Gago         | 90' | 64' |
| A              | 9  | Gonzalo Higuaín       |     | 71' |
| Manager:       |    |                       |     |     |
| Sergio Batista |    |                       |     |     |

| COLUMBIA:          |    |                     |       |       |
|                    |    |                     |       |       |
| P                  | 12 | Neco Martínez       |       |       |
| F                  | 18 | Juan Zúñiga         |       |       |
| F                  | 14 | Luis Amaranto Perea |       |       |
| F                  | 3  | Mario Yepes (c)     |       |       |
| F                  | 7  | Pablo Armero        |       |       |
| M                  | 6  | Carlos Sánchez      |       |       |
| M                  | 20 | Adrián Ramos        |       | 89'   |
| M                  | 8  | Abel Aguilar        | 6'    |       |
| M                  | 13 | Fredy Guarín        |       |       |
| M                  | 17 | Dayro Moreno        | 90+1' | 90+1' |
| A                  | 9  | Radamel Falcao      |       | 87'   |
| Schimbări:         |    |                     |       |       |
| A                  | 19 | Teófilo Gutiérrez   |       | 87'   |
| M                  | 16 | Elkin Soto          |       | 89'   |
| F                  | 22 | Aquivaldo Mosquera  |       | 90+1' |
| Antrenor:          |    |                     |       |       |
| Hernán Darío Gómez |    |                     |       |       |

| Omul meciului: Sergio Romero (Argentina) Arbitrii asistenți: Marcio Santiago (Brazilia) Luis Abadie (Peru) Arbitrul de rezervă: Víctor Hugo Rivera (Peru) |

## Bolivia v Costa Rica
| Bolivia | 0 – 2   | Costa Rica                |
| ------- | ------- | ------------------------- |
|         | Cronica | Martínez 59' Campbell 78' |

| Bolivia | Costa Rica |

| BOLIVIA:          |    |                    |         |     |
|                   |    |                    |         |     |
| P                 | 1  | Carlos Erwin Arias |         |     |
| F                 | 4  | Lorgio Álvarez     | 35'     |     |
| F                 | 16 | Ronald Raldes (c)  |         |     |
| F                 | 5  | Ronald Rivero      | 65' 70' |     |
| F                 | 3  | Luis Gutiérrez     | 87'     |     |
| M                 | 7  | Edivaldo Rojas     |         | 67' |
| M                 | 15 | Jaime Robles       |         | 67' |
| M                 | 6  | Wálter Flores      | 75'     |     |
| M                 | 21 | Jhasmani Campos    | 73'     | 79' |
| A                 | 17 | Juan Carlos Arce   |         |     |
| A                 | 9  | Marcelo Martins    | 57'     |     |
| Schimbări:        |    |                    |         |     |
| M                 | 19 | José Luis Chávez   |         | 67' |
| A                 | 11 | Alcides Peña       |         | 67' |
| M                 | 8  | Ronald García      |         | 79' |
| Antrenor:         |    |                    |         |     |
| Gustavo Quinteros |    |                    |         |     |

| COSTA RICA:      |    |                    |     |     |
|                  |    |                    |     |     |
| P                | 18 | Leonel Moreira     |     |     |
| F                | 3  | Jhonny Acosta      |     |     |
| F                | 19 | Óscar Duarte       | 46' |     |
| F                | 2  | Francisco Calvo    |     |     |
| M                | 20 | Pedro Leal         |     |     |
| M                | 8  | David Guzmán       | 29' |     |
| M                | 6  | Heiner Mora        |     | 82' |
| M                | 4  | José Salvatierra   | 83' |     |
| M                | 11 | Diego Madrigal     |     | 45' |
| A                | 12 | Joel Campbell      |     |     |
| A                | 17 | Josué Martínez     |     | 81' |
| Schimbări:       |    |                    |     |     |
| MF               | 7  | Allen Guevara      |     | 45' |
| FW               | 21 | César Elizondo     |     | 81' |
| MF               | 22 | José Miguel Cubero |     | 82' |
| Antrenor:        |    |                    |     |     |
| Ricardo La Volpe |    |                    |     |     |

| Omul meciului: Joel Campbell (Costa Rica) Arbitrii asistenți: Luis Alvarado (Ecuador) Marvin Torrentera (Mexic) Arbitrul de rezervă: Francisco Chacón (Mexic) |

| Columbia               | 2 – 0   | Bolivia |
| ---------------------- | ------- | ------- |
| Falcao 14', 28' (pen.) | Cronica |         |

| Columbia | Bolivia |

| COLOMBIA:          |    |                         |  |     |
|                    |    |                         |  |     |
| P                  | 12 | Neco Martínez           |  |     |
| F                  | 18 | Juan Zúñiga             |  |     |
| F                  | 3  | Mario Yepes (c)         |  |     |
| F                  | 14 | Luis Amaranto Perea     |  |     |
|                    | 7  | Pablo Armero            |  |     |
| M                  | 13 | Fredy Guarín            |  | 50' |
| M                  | 6  | Carlos Sánchez          |  |     |
| M                  | 8  | Abel Aguilar            |  |     |
| M                  | 17 | Dayro Moreno            |  | 46' |
| M                  | 20 | Adrián Ramos            |  | 77' |
| A                  | 9  | Radamel Falcao          |  |     |
| Schimbări:         |    |                         |  |     |
| A                  | 11 | Hugo Rodallega          |  | 46' |
| M                  | 10 | Juan Guillermo Cuadrado |  | 50' |
| M                  | 16 | Elkin Soto              |  | 77' |
| Antrenor:          |    |                         |  |     |
| Hernán Darío Gómez |    |                         |  |     |

| BOLIVIA:          |    |                    |     |     |
|                   |    |                    |     |     |
| P                 | 1  | Carlos Erwin Arias |     |     |
| F                 | 16 | Ronald Raldes (c)  |     |     |
| F                 | 14 | Christian Vargas   |     |     |
| F                 | 13 | Santos Amador      |     |     |
| F                 | 4  | Lorgio Álvarez     |     |     |
| M                 | 15 | Jaime Robles       |     |     |
| M                 | 8  | Ronald García      |     |     |
| M                 | 21 | Jhasmani Campos    | 33' |     |
| M                 | 7  | Edivaldo Rojas     |     | 46' |
| M                 | 17 | Juan Carlos Arce   |     | 70' |
| A                 | 9  | Marcelo Martins    |     | 60' |
| Schimbări:        |    |                    |     |     |
| A                 | 10 | Joselito Vaca      |     | 46' |
| A                 | 11 | Alcides Peña       |     | 60' |
| A                 | 18 | Ricardo Pedriel    |     | 70' |
| Antrenor:         |    |                    |     |     |
| Gustavo Quinteros |    |                    |     |     |

| Omul meciului: Radamel Falcao (Columbia) Arbitrii asistenți: Marvin Torrentera (Mexic) Luis Sánchez (Venezuela) Arbitrul de rezervă: Juan Soto (Venezuela) |

## Argentina v Costa Rica
| Argentina                      | 3 - 0   | Costa Rica |
| ------------------------------ | ------- | ---------- |
| Agüero 45+1', 52' di María 63' | Cronica |            |

| Argentina | Costa Rica |

| ARGENTINA:     |    |                       |       |     |
|                |    |                       |       |     |
| P              | 23 | Sergio Romero         |       |     |
| F              | 3  | Pablo Zabaleta        |       |     |
| F              | 4  | Nicolás Burdisso      |       |     |
| F              | 6  | Gabriel Milito        | 21'   |     |
| F              | 8  | Javier Zanetti        | 38'   |     |
| M              | 20 | Fernando Gago         |       |     |
| M              | 14 | Javier Mascherano (c) |       |     |
| M              | 10 | Lionel Messi          |       |     |
| M              | 16 | Sergio Agüero         |       | 84' |
| M              | 7  | Ángel di María        |       | 79' |
| A              | 9  | Gonzalo Higuaín       |       | 79' |
| Schimbări:     |    |                       |       |     |
| M              | 18 | Javier Pastore        |       | 79' |
| M              | 15 | Lucas Biglia          | 88'   | 79' |
| A              | 21 | Ezequiel Lavezzi      | 90+2' | 84' |
| Antrenor:      |    |                       |       |     |
| Sergio Batista |    |                       |       |     |

| COSTA RICA:      |    |                    |     |     |
|                  |    |                    |     |     |
| P                | 18 | Leonel Moreira     |     |     |
| F                | 19 | Óscar Duarte       | 48' |     |
| F                | 3  | Jhonny Acosta (c)  |     |     |
| F                | 2  | Francisco Calvo    | 44' | 46' |
| M                | 4  | José Salvatierra   |     |     |
| M                | 20 | Pedro Leal         |     |     |
| M                | 22 | José Miguel Cubero |     |     |
| M                | 6  | Heiner Mora        |     |     |
| M                | 21 | César Elizondo     |     | 56' |
| A                | 17 | Josué Martínez     |     | 46' |
| A                | 12 | Joel Campbell      |     |     |
| Schimbări:       |    |                    |     |     |
| A                | 11 | Diego Madrigal     |     | 46' |
| A                | 10 | Randall Brenes     |     | 46' |
| M                | 5  | Luis Miguel Valle  |     | 56' |
| Antrenor:        |    |                    |     |     |
| Ricardo La Volpe |    |                    |     |     |

| Omul meciului: Lionel Messi (Argentina) Arbitrii asistenți: Luis Abadie (Peru) Nicolas Yegros (Paraguay) Arbitrul de rezervă: Carlos Amarilla (Paraguay) |